# جان درایدن
جان درایدن (به انگلیسی: John Dryden) (زاده ۹ اوت ۱۶۳۱ – درگذشته ۱ مه ۱۷۰۰) شاعر، منتقد ادبی، مترجم و نمایش‌نامه‌نویس انگلیسی بود که در سال ۱۶۶۸ اولین ملک‌الشعرای انگلستان لقب گرفت.
او سرآمد ادبیات انگلیسی در دوران بازگشت پادشاهی بود به نحوی که آن دوران در حلقه‌های ادبی با عنوان «عصر درایدن» شناخته می‌شود. والتر اسکات او را «جان باشکوه» می‌نامید.